# 沼尻駅 (北海道)
沼尻駅（ぬましりえき）は、かつて北海道釧路市にあった釧路臨港鉄道（現在の太平洋石炭販売輸送）臨港線の駅である。

## 歴史
- 1926年（大正15年）2月1日：開業。
- 1960年（昭和35年）
  - 5月4日：当駅を停留所化。
  - 6月1日：観月園 - 当駅間の営業キロを0.1km短縮。
- 1963年（昭和38年）11月1日：旅客営業廃止に伴い廃駅。

## 隣の駅
釧路臨港鉄道
臨港線
観月園駅 - 沼尻駅 - 米町駅
当駅の営業キロは城山駅から7.6 km、春採駅から2.1 km。